# Georgij Jarcev
Georgij Jarcev rusky Гео́ргий Алекса́ндрович Я́рцев;(11. dubna 1948, Nikolskoje – 15. července 2022) byl ruský fotbalista, útočník, jenž reprezentoval někdejší Sovětský svaz. Po skončení aktivní kariéry působil jako trenér.

## Fotbalová kariéra
V nejvyšší soutěži Sovětského svazu hrál za PFK CSKA Moskva a FK Spartak Moskva, nastoupil v 82 ligových utkáních a dal 48 gólů. S CSKA Moskva i Spartakem Moskva získal ligový titul. V Poháru mistrů evropských zemí nastoupil ve 4 utkáních a dal 2 góly. Za reprezentaci Sovětského svazu nastoupil v letech 1978-1979 v 5 utkáních.

## Ligová bilance
| Ročník                               | Zápasy | Góly | Klub                |
| ------------------------------------ | ------ | ---- | ------------------- |
| Sovětská fotbalová Vysšaja liga 1970 | 1      | 0    | PFK CSKA Moskva     |
| Sovětská fotbalová Pervaja liga 1977 | 35     | 17   | FK Spartak Moskva   |
| Sovětská fotbalová Vysšaja liga 1978 | 29     | 19   | FK Spartak Moskva   |
| Sovětská fotbalová Vysšaja liga 1979 | 33     | 14   | FK Spartak Moskva   |
| Sovětská fotbalová Vysšaja liga 1980 | 19     | 15   | FK Spartak Moskva   |
| Sovětská fotbalová Pervaja liga 1981 | 40     | 12   | FK Lokomotiv Moskva |
| CELKEM 1. liga                       | 82     | 48   |                     |